# Maloveczky Miklós
Maloveczky Miklós (Kaposvár, 1980. január 11.) médiaszakember, televíziós és rádiós műsorvezető, a Maché egykori frontembere.

## Életpályája
Édesapja rendőr nyomozó, később biztonságtechnikai szakember volt, édesanyja gyógyszerész. Egy lány testvére van, aki szintén kommunikációs területen dolgozik, mellette angol tanár és tolmács. Miklós az általános iskola elvégzésé után dráma tagozatos gimnáziumba járt, a főiskolai tanulmányait pedig már kommunikáció szakon végezte.  
Ambíciói korán megmutatkoztak, ugyanis 1997-ben, csupán 17 évesen indította el média vállalkozását, akkor még édesapja segítségével. 18 éves kora után önállóan irányította kommunikációs cégét, mely rádiós-televíziós reklám, műsor és arculatgyártással, vágással, hangdizájnnal és kreatív tervezéssel foglalkozik, valamint hátteret biztosít Miklós televíziós munkáihoz. Korai rádiós karrierjében indította el a Flört nevű rádiós evening show-t, majd a HTOE-díjas Pótkerék című autósmagazint, melyeknek nem csak arca, de szerkesztője is volt. 
A 2000-es évek elején a nyolc rádiót tömörítő Enjoy Médiacsoport kreatív-reklám gyártásvezetője lett, országos televíziós karrierje 2006-ban kezdődött el. Vezette a Fejezetek Magyarország közlekedéstörténetéből című dokumentum sorozatot, a TV2 Mokka című reggeli műsorában a Heti Fix+TV-t, későbbi nevén Astro+TV-t, valamint a csatornán a Tangó, a Megállítjuk 1 millióért, a Skandináv lottó és a Több mint Testőr című műsorokat is. Jelenleg a Húsz a csúcson – A kusza húszas slágerlista és a Hangosan csináljuk podcast egyik házigazdája a kaposvári Rádió Moston.
2024. augusztus 14-től, közel 10 év után visszatért a Skandináv lottó műsorába mint műsorvezető, szeptember 1-től pedig a Hatoslottó műsorában is látható, szintén műsorvezetőként. Mindkét sorsolás a Dunán látható.

## Zenei karriere
Miklós régi álmát váltotta valóra, amikor gyermekkori barátjával létrehozta a Maché nevű pop duót. A zenekart kezdetben az A.D. Stúdió tagjai karolták fel. Első albumuk 2001-ben jelent meg Most és mindörökké címmel. A címadó dalt nagy sikerrel játszották a hazai és külföldi rádiók és ma is elengedhetetlen kelléke a retró buliknak. Az album sikerdalai kislemezként is megjelentek, a Most és mindörökké, valamint a Van még egy szó című dalhoz videóklip is készült.
2003-ban került a boltok polcaira a Maché második stúdióalbuma, Édesen keserű címmel. A lemez címadó dala, valamint a Nélküled című E.L.O feldolgozás és a Sosem vétkező szerelem című ballada is átütő siker volt a hazai rádióknál, a dalok több válogatás lemezen is helyet kaptak. 
| Év   | Lemez                  | Formátum | Kiadó            |
| ---- | ---------------------- | -------- | ---------------- |
| 2001 | Most és mindörökké     | Album    | Warner-Magneoton |
| 2001 | Most és mindörökké     | Kislemez | Warner-Magneoton |
| 2001 | Van még egy szó        | Kislemez | Warner-Magneoton |
| 2003 | Édesen keserű          | Album    | Warner-Magneoton |
| 2003 | Édesen keserű          | Kislemez | Warner-Magneoton |
| 2003 | Nélküled nem vagyok jó | Kislemez | Warner-Magneoton |
| 2003 | Sosem vétkező szerelem | Kislemez | Warner-Magneoton |

## Külső hivatkozások
- Maloveczky Miklós (angol nyelven). Discogs. (Hozzáférés: 2022. április 20.)
- előadó - Maché. songbook.hu. (Hozzáférés: 2022. április 20.)
- Maché dalszövegei, albumok, kotta, videó - Zeneszöveg.hu - Ahol a dalszövegek laknak. www.zeneszoveg.hu. (Hozzáférés: 2022. április 20.)